# Llista d'asteroides/145501-145600
| Nom               | Designació provisional | Data de descobriment | Lloc de descobriment | Descobridor/s          |
| ----------------- | ---------------------- | -------------------- | -------------------- | ---------------------- |
| 145501 -          | 2006 BC101             | 23 de gener de 2006  | Catalina             | CSS                    |
| 145502 -          | 2006 BA191             | 28 de gener de 2006  | Kitt Peak            | Spacewatch             |
| 145503 -          | 2006 BJ215             | 24 de gener de 2006  | Anderson Mesa        | LONEOS                 |
| 145504 -          | 2006 BC242             | 31 de gener de 2006  | Kitt Peak            | Spacewatch             |
| 145505 -          | 2006 BN258             | 31 de gener de 2006  | Kitt Peak            | Spacewatch             |
| 145506 -          | 2006 DH10              | 21 de febrer de 2006 | Mount Lemmon         | Mount Lemmon Survey    |
| 145507 -          | 2006 DW40              | 22 de febrer de 2006 | Anderson Mesa        | LONEOS                 |
| 145508 -          | 2006 DO50              | 22 de febrer de 2006 | Catalina             | CSS                    |
| 145509 -          | 2006 DX65              | 21 de febrer de 2006 | Anderson Mesa        | LONEOS                 |
| 145510 -          | 2006 DZ82              | 24 de febrer de 2006 | Kitt Peak            | Spacewatch             |
| 145511 -          | 2006 DL93              | 24 de febrer de 2006 | Kitt Peak            | Spacewatch             |
| 145512 -          | 2006 DP93              | 24 de febrer de 2006 | Kitt Peak            | Spacewatch             |
| 145513 -          | 2006 DY96              | 24 de febrer de 2006 | Mount Lemmon         | Mount Lemmon Survey    |
| 145514 -          | 2006 DN119             | 20 de febrer de 2006 | Socorro              | LINEAR                 |
| 145515 -          | 2006 DA122             | 22 de febrer de 2006 | Catalina             | CSS                    |
| 145516 -          | 2006 DC148             | 25 de febrer de 2006 | Kitt Peak            | Spacewatch             |
| 145517 -          | 2006 DX152             | 25 de febrer de 2006 | Kitt Peak            | Spacewatch             |
| 145518 -          | 2006 DN199             | 23 de febrer de 2006 | Anderson Mesa        | LONEOS                 |
| 145519 -          | 2006 DD208             | 25 de febrer de 2006 | Kitt Peak            | Spacewatch             |
| 145520 -          | 2006 EA16              | 2 de març de 2006    | Kitt Peak            | Spacewatch             |
| 145521 -          | 2006 EC30              | 3 de març de 2006    | Socorro              | LINEAR                 |
| 145522 -          | 2006 EU38              | 4 de març de 2006    | Catalina             | CSS                    |
| 145523 Lulin      | 2006 EM67              | 7 de març de 2006    | Lulin Observatory    | Q.-z. Ye               |
| 145524 -          | 2006 FS                | Catalina             | CSS                  |                        |
| 145525 -          | 2006 FY2               | 23 de març de 2006   | Kitt Peak            | Spacewatch             |
| 145526 -          | 2006 FC11              | 23 de març de 2006   | Kitt Peak            | Spacewatch             |
| 145527 -          | 2006 FV19              | 23 de març de 2006   | Mount Lemmon         | Mount Lemmon Survey    |
| 145528 -          | 2006 FB29              | 24 de març de 2006   | Catalina             | CSS                    |
| 145529 -          | 2006 FQ31              | 25 de març de 2006   | Kitt Peak            | Spacewatch             |
| 145530 -          | 2006 FW32              | 25 de març de 2006   | Kitt Peak            | Spacewatch             |
| 145531 -          | 2006 FF33              | 25 de març de 2006   | Mount Lemmon         | Mount Lemmon Survey    |
| 145532 -          | 2006 FD42              | 26 de març de 2006   | Mount Lemmon         | Mount Lemmon Survey    |
| 145533 -          | 2006 FE51              | 24 de març de 2006   | Catalina             | CSS                    |
| 145534 Jhongda    | 2006 GJ                | Lulin Observatory    | Q.-z. Ye             |                        |
| 145535 -          | 2006 GP3               | 8 d'abril de 2006    | Great Shefford       | P. Birtwhistle         |
| 145536 -          | 2006 GP19              | 2 d'abril de 2006    | Kitt Peak            | Spacewatch             |
| 145537 -          | 2006 GB20              | 2 d'abril de 2006    | Kitt Peak            | Spacewatch             |
| 145538 -          | 2006 GP28              | 2 d'abril de 2006    | Kitt Peak            | Spacewatch             |
| 145539 -          | 2006 GU35              | 7 d'abril de 2006    | Catalina             | CSS                    |
| 145540 -          | 2006 GR47              | 9 d'abril de 2006    | Kitt Peak            | Spacewatch             |
| 145541 -          | 2006 HN24              | 20 d'abril de 2006   | Kitt Peak            | Spacewatch             |
| 145542 -          | 2006 HA82              | 26 d'abril de 2006   | Kitt Peak            | Spacewatch             |
| 145543 -          | 2006 JF38              | 6 de maig de 2006    | Kitt Peak            | Spacewatch             |
| 145544 -          | 2006 JP46              | 7 de maig de 2006    | Kitt Peak            | Spacewatch             |
| 145545 Wensayling | 2006 KA39              | 22 de maig de 2006   | Lulin Observatory    | Q.-z. Ye               |
| 145546 Suiqizhong | 2006 KU67              | 25 de maig de 2006   | Lulin Observatory    | Q.-z. Ye and H.-C. Lin |
| 145547 -          | 2006 KC87              | 27 de maig de 2006   | Siding Spring        | SSS                    |
| 145548 -          | 2006 KG99              | 26 de maig de 2006   | Mount Lemmon         | Mount Lemmon Survey    |
| 145549 -          | 2006 KJ124             | 23 de maig de 2006   | Siding Spring        | SSS                    |
| 145550 -          | 2006 KA125             | 29 de maig de 2006   | Siding Spring        | SSS                    |
| 145551 -          | 2006 LX1               | 10 de juny de 2006   | Palomar              | NEAT                   |
| 145552 -          | 2006 LZ1               | 11 de juny de 2006   | Palomar              | NEAT                   |
| 145553 -          | 2006 LN5               | 3 de juny de 2006    | Catalina             | CSS                    |
| 145554 -          | 2006 MJ9               | 19 de juny de 2006   | Mount Lemmon         | Mount Lemmon Survey    |
| 145555 -          | 2006 MQ12              | 19 de juny de 2006   | Catalina             | CSS                    |
| 145556 -          | 2006 MG14              | 17 de juny de 2006   | Siding Spring        | SSS                    |
| 145557 -          | 2006 ML14              | 22 de juny de 2006   | Anderson Mesa        | LONEOS                 |
| 145558 Raiatea    | 2006 OR                | Hibiscus             | S. F. Hönig          |                        |
| 145559 -          | 2006 OO1               | 18 de juliol de 2006 | Vicques              | M. Ory                 |
| 145560 -          | 2006 OG2               | 18 de juliol de 2006 | Socorro              | LINEAR                 |
| 145561 -          | 2006 OV2               | 18 de juliol de 2006 | Siding Spring        | SSS                    |
| 145562 Zurbriggen | 2006 OY6               | 24 de juliol de 2006 | Marly                | Marly                  |
| 145563 -          | 2006 ON7               | 18 de juliol de 2006 | Mount Lemmon         | Mount Lemmon Survey    |
| 145564 -          | 2006 OF9               | 20 de juliol de 2006 | Palomar              | NEAT                   |
| 145565 -          | 2006 OH10              | 24 de juliol de 2006 | Vicques              | M. Ory                 |
| 145566 -          | 2006 ON10              | 25 de juliol de 2006 | Ottmarsheim          | C. Rinner              |
| 145567 -          | 2006 OZ10              | 19 de juliol de 2006 | Palomar              | NEAT                   |
| 145568 -          | 2006 OJ11              | 20 de juliol de 2006 | Palomar              | NEAT                   |
| 145569 -          | 2006 OL11              | 20 de juliol de 2006 | Palomar              | NEAT                   |
| 145570 -          | 2006 OM11              | 20 de juliol de 2006 | Palomar              | NEAT                   |
| 145571 -          | 2006 OY11              | 21 de juliol de 2006 | Catalina             | CSS                    |
| 145572 -          | 2006 OJ12              | 21 de juliol de 2006 | Palomar              | NEAT                   |
| 145573 -          | 2006 OA13              | 20 de juliol de 2006 | Siding Spring        | SSS                    |
| 145574 -          | 2006 OD13              | 21 de juliol de 2006 | Socorro              | LINEAR                 |
| 145575 -          | 2006 OV15              | 20 de juliol de 2006 | Palomar              | NEAT                   |
| 145576 -          | 2006 PE                | Cordell-Lorenz       | Cordell-Lorenz       |                        |
| 145577 -          | 2006 PK1               | 8 d'agost de 2006    | Siding Spring        | SSS                    |
| 145578 -          | 2006 PA4               | 15 d'agost de 2006   | Reedy Creek          | J. Broughton           |
| 145579 -          | 2006 PQ6               | 12 d'agost de 2006   | Palomar              | NEAT                   |
| 145580 -          | 2006 PM10              | 13 d'agost de 2006   | Palomar              | NEAT                   |
| 145581 -          | 2006 PJ11              | 13 d'agost de 2006   | Palomar              | NEAT                   |
| 145582 -          | 2006 PP11              | 13 d'agost de 2006   | Palomar              | NEAT                   |
| 145583 -          | 2006 PB14              | 14 d'agost de 2006   | Siding Spring        | SSS                    |
| 145584 -          | 2006 PT14              | 15 d'agost de 2006   | Palomar              | NEAT                   |
| 145585 -          | 2006 PU15              | 15 d'agost de 2006   | Palomar              | NEAT                   |
| 145586 -          | 2006 PD16              | 15 d'agost de 2006   | Palomar              | NEAT                   |
| 145587 -          | 2006 PT16              | 15 d'agost de 2006   | Palomar              | NEAT                   |
| 145588 Sudongpo   | 2006 PQ17              | 15 d'agost de 2006   | Lulin Observatory    | C.-S. Lin, Q.-z. Ye    |
| 145589 -          | 2006 PC18              | 15 d'agost de 2006   | Palomar              | NEAT                   |
| 145590 -          | 2006 PF25              | 13 d'agost de 2006   | Palomar              | NEAT                   |
| 145591 -          | 2006 PE31              | 13 d'agost de 2006   | Palomar              | NEAT                   |
| 145592 -          | 2006 PL33              | 13 d'agost de 2006   | Palomar              | NEAT                   |
| 145593 -          | 2006 QE1               | 18 d'agost de 2006   | Piszkéstető          | K. Sárneczky           |
| 145594 -          | 2006 QH2               | 17 d'agost de 2006   | Palomar              | NEAT                   |
| 145595 -          | 2006 QE3               | 17 d'agost de 2006   | Palomar              | NEAT                   |
| 145596 -          | 2006 QS3               | 18 d'agost de 2006   | Socorro              | LINEAR                 |
| 145597 -          | 2006 QP6               | 17 d'agost de 2006   | Palomar              | NEAT                   |
| 145598 -          | 2006 QZ6               | 17 d'agost de 2006   | Palomar              | NEAT                   |
| 145599 -          | 2006 QV8               | 19 d'agost de 2006   | Kitt Peak            | Spacewatch             |
| 145600 -          | 2006 QS11              | 16 d'agost de 2006   | Siding Spring        | SSS                    |